# Кровиця-Пуста
Кровиця-Пуста (пол. Krowica Pusta) — село в Польщі, у гміні Щитники Каліського повіту Великопольського воєводства.
Населення — 116 осіб (2011).
У 1975-1998 роках село належало до Каліського воєводства.

## Демографія
Демографічна структура станом на 31 березня 2011 року:
|          | Загалом | Допрацездатний вік | Працездатний вік | Постпрацездатний вік |
| -------- | ------- | ------------------ | ---------------- | -------------------- |
| Чоловіки | 58      | 12                 | 43               | 3                    |
| Жінки    | 58      | 11                 | 36               | 11                   |
| Разом    | 116     | 23                 | 79               | 14                   |